# Enrico Carboni Boy
Enrico Carboni Boy, auch Boj oder Boi geschrieben (* 26. Juli 1852 in Cagliari; † 18. April 1925 ebenda), war ein italienischer Rechtsanwalt, Hochschullehrer und Politiker. 

## Leben
Boy studierte ab 1868 Rechtswissenschaften an der Universität Cagliari. Das Studium schloss er 1872 mit der Laurea ab. Anschließend arbeitete er als Rechtsanwalt. Von 1880 bis 1889 gehörte er dem Parlament der Provinz Cagliari an. Sein besonderes Engagement galt der Einrichtung der Linienschiffverbindung zwischen Cagliari und Civitavecchia. 1886 wurde er Professor für Finanzwissenschaften und Finanzrecht an der Universität Cagliari. Der Tätigkeit als Hochschullehrer ging er mit Unterbrechungen bis 1892 nach.
Er gehörte von 1900 bis 1913 für drei Legislaturperioden ununterbrochen der Abgeordnetenkammer des italienischen Parlaments an. 1913 verlor er sein Mandat. Im Jahr darauf wurde er Miteigentümer der Tageszeitung L’Unione Sarda, die er später vollständig übernahm. Bei der Parlamentswahl 1919 gelang ihm der erneute Einzug in die Abgeordnetenkammer. Seinen Parlamentssitz konnte er bei der Parlamentswahl 1921 nochmal erfolgreich verteidigen.
Während seiner Zeit als Abgeordneter war er zwischen Juni 1920 und April 1921 Präsident der Wahlkommission, nachdem er bereits von März bis Juni 1920 das Amt des Vizepräsidenten ausgefüllt hatte. Unter Ministerpräsident Sidney Sonnino war er zwischen 1909 und 1910 Unterstaatssekretär im Finanzministerium. Zwischen 1921 und 1922 war er im Kabinett von Ivanoe Bonomi Unterstaatssekretär im Marineministerium.

## Werke (Auswahl)
- Agli elettori del primo collegio di Cagliari. Cagliari: tip. del Commercio, 1887?
- Agli elettori del Collegio di Oristano Cagliari: P. Valdes, 1902.